# Кешей, Айна
Айна Эвелин Кешей (Ajna Evelin Késely род. 10 сентября 2001, Будапешт) — венгерская пловчиха, трёхкратная чемпионка Европы, многократный призёр чемпионатов Европы 2018, 2022 и 2024 годов. Специализируется в плавании вольным стилем на средние и длинные дистанции.

## Карьера
На Олимпийских играх 2016 года в Рио-де-Жанейро 14-летняя Кешей заняла 25-е место на дистанции 200 метров вольным стилем и 21-е место на дистанции 400 метров вольным стилем. Также заняла шестое место в составе сборной Венгрии в эстафете 4×200 метров вольным стилем.
На юниорских чемпионатах Европы 2016, 2017 и 2018 годов выиграла суммарно 15 золотых наград. На юношеских Олимпийских играх 2018 года в Буэнос-Айресе выиграла три золота на дистанциях 200, 400 и 800 метров вольным стилем.
На чемпионате мира 2017 года в Будапеште она заняла 8-е место на 400-метровой дистанции вольным стилем.
В Индианаполисе на юниорском чемпионате мира 2017 года завоевала одну золотую и три серебряных медали.
На чемпионате Европы 2018 года в Глазго на дистанции 800 метров вольным стилем завоевала серебряную медаль с результатом 8:21,91.
На чемпионате Европы в 25-метровом бассейне в декабре 2019 года Кешей стала серебряным призёром на дистанции 800 метров вольным стилем, показав время 8:11,77 и уступив победительнице Симоне Квадарелле 1,47 сек.
На Олимпийских играх в Токио, проходивших в 2021 году, заняла 10-е место на дистанции 400 метров вольным стилем, 13-е место на дистанции 800 метров вольным стилем и 9-е место на дистанции 1500 метров вольным стилем. В эстафете 4×200 метров вольным стилем в составе сборной Венгрии заняла седьмое место.
Выиграла золото на чемпионате Европы 2024 года в Белграде на дистанциях 800 метров вольным стилем (8:29.96) и 400 метров вольным стилем (4:06.56). Также завоевала серебро в эстафете 4×200 метров вольным стилем.